# Blow Up (rivista)
Blow Up è una rivista italiana mensile dedicata al mondo della musica. Blow Up si occupa principalmente di musica rock, dai generi musicali più inesplorati a quelli più alternativi. Tra i generi trattati vi sono la musica rock, la house music, la musica elettronica, la musica sperimentale, la musica industriale, il queercore, la techno e l'improvvisazione libera. Ha al suo interno sezioni dedicate alla letteratura e al cinema. Il coordinatore della rivista è sin dall'inizio Stefano Isidoro Bianchi, che ne è anche il fondatore. Bianchi non è un giornalista, proprio per questo, come da colophon, il direttore responsabile della testata è Carlo Umberto Salvicchi. La sezione libri è curata da Fabio Donalisio, quella di cinema da Emanuele Sacchi.

## Storia

### 1995: Blow Up ovvero la nascita di una fanzine
Sul finire degli anni '90 l'editoria musicale specializzata sul rock alternativo era ormai da anni dominato da riviste come Rumore e Rockerilla. In questo contesto, Blow Up nasce nel settembre 1995 come fanzine da un'idea di Stefano Isidori Bianchi e Fabio Polvani, dedicando la copertina del primo numero ai Thinking Fellers Union Local 282, con approfondimenti su Kyuss, Bad Religion e Smog. La fanzine presentava poi una sezione sui testi tradotti in italiano, che nel primo numero era dedicata a Primus, Fugazi e Kendra Smith, e una rubrica di letteratura, che qui parlava di Louis-Ferdinand Céline. Nel primo anno uscirono 5 numeri, i primi due dei quali erano fotocopiati, per evolversi poi in periodico mensile da edicola. Dopo il sesto numero la fanzine divenne rivista disponibile solo per abbonamento. Nel luglio del 1998 la rivista approdò nelle edicole.

### 1997: La Tuttle edizioni e lo sbarco in edicola
("Storia della critica rock italiana" di Mario Ruobbi dal sito Scaruffi.com)
Negli anni '90 il mercato editoriale specializzato nella musica alternativa sembrava ormai saturo. Nonostante questo Stefano Isidoro Bianchi fondò la Tuttle Edizioni nel 1997 con sede a Farneta di Cortona, registrando la testata ed uscendo nelle edicole con il numero 6 del luglio del 1998, dopo un breve periodo di distribuzione postale. Se il sottotitolo della rivista era Rock ed altre contaminazioni, altrettanto programmatico era il nome della casa editrice che si ispirava al personaggio di Archibald "Harry" Tuttle, l'idraulico impersonato da Robert De Niro nel film Brazil di Terry Gilliam che si oppone al mondo “inumano e angosciante, volgare e assurdo” rappresentato nella pellicola proponendosi come "un guastatore alla rovescia che ripara impianti disastrati e abbandonati dalla logica del consumismo e del degrado, cara al potere.”. Il primo numero uscito nelle edicole dava la copertina a Momus, con approfondimenti sui Boredoms e sul Japanoise, sui Panasonic, su Richard Youngs, i Coldcut, Albert Ayler, Jliat, François Cambuzat e Steel Pole Bath Tub. E proprio grazie ai dettagliati approfondimenti, uniti ad un gusto rivolto più verso la musica underground che verso il semplice rock alternativo, all'ingaggio di giornalisti ormai rodati mescolati a nuove giovani firme ed all'utilizzo di un linguaggio più colto e sofisticato rispetto alle altre riviste, che Blow Up riuscì a ritagliarsi sempre più lettori. Lo staff della rivista che arrivò nelle edicole comprendeva, oltre al direttore Stefano Isidoro Bianchi ed al direttore responsabile Carlo Umberto Salvicchi, una redazione composta da Riccardo Bandiera, Paolo Bertoni, Massimiliano Busti, Eddy Cilìa, Beppe Colli, Gino Dal Soler, Roberto Municchi, Salvo Pinzone, Peter Sarram e Christian Zingales, mentre tra i molti collaboratori è da menzionare Paolo Bandera dei Sigillum S, e come corrispondente dagli Stati Uniti spiccava la firma di Piero Scaruffi.
In aggiunta alla rivista, la Tuttle ha inaugurato nel 2003 una collana di libri chiamata "I libri di Harry", dedicata a filoni, tematiche e fenomeni culturali correlati alla musica e alla cultura rock. A tutt'oggi sono stati pubblicati 15 volumi.
Nel 2016 la Tuttle ha inaugurato la collana trimestrale di monografie “Director’s Cut”, dedicate a musicisti di ogni epoca e stile. Al luglio 2025 la collana è arrivata al #39.

## Collaboratori
Collaborano e hanno collaborato alla rivista:

Lo staff composto da: Paolo Bertoni, Massimiliano Busti, Dionisio Capuano, Gino Dal Soler, Luca Galli, Piercarlo Poggio, Fabio Polvani, Beppe Recchia, Federico Savini, Marco Sideri, Christian Zingales
I collaboratori: Giuseppe Aiello, Andrea Amadasi, Carlo Babando, Vittore Baroni, Massimo Balducci, Massimiliano Barulli, Pierluigi Bella, Riccardo Bertoncelli, Enrico Bettinello, Stefano "Bizarre" Quario, Silvia Boschero, Massimiano Bucchi, Alessio Budetta, Roberto Calabrò, Roberto Canella, Daniela Cascella, Antonio Ciarletta, Eddy Cilìa, Luca Collepiccolo, Beppe Colli, Nazim Comunale, Michele Coralli, Girolamo Dal Maso, Marco De Dominicis, Dario De Marco, eterogenio, Olindo Fortino, Guido Gambacorta, Ruben Gavilli, Marco Giappichini, Davide Gualandi,Federico Guglielmi, Stefano Lecchini, Pierluigi Lucadei, Luca Majer, Valerio Mattioli, Roberto Municchi, Francesco Pacifico, Diego Palazzo, Piergiorgio Pardo, Alberto Piccinini, Marina Pierri, Salvo Pinzone, Leandro Pisano, Gianluca Polverari, Stefano "Bizarre" Quario, Marco Ricompensa, Daniele Rosa, Sabrina Santoro, Peter Sarram, Francesco Tenaglia, Giancarlo Turra, Giovanni Vacca, Enrico Veronese, Mauro Zanda.

Per quel che riguarda le sezioni libri, fumetti e cinema, collaborano e hanno collaborato:

Maurizio Bianchini, Pier Maria Bocchi, Caterina Bogno, Rinaldo Censi, Carlotta Centonze, Federico Chiacchiari, Ana Ciurans, Maria Sole Colombo, Roberto Curti, Fabio Donalisio, Donatello Fumarola, Matteo Gaspari, Enrico Ghezzi, Gabriele Gimmelli, Stefano Locati, Luca Malavasi, Roberto Manassero, Sara Martin, Filippo Mazzarella, Raffaele Meale, Paolo Mereghetti, Luca Mirarchi, Matteo Moca, Luca Moccafighe, Alberto Momo, Domenico Monetti, Alberto Pezzotta, Alice Pisu, Umberto Rossi, Emanuele Sacchi, Loris Tassi, Alessio Trabacchini, Fabio Zucchella.

## Premi e riconoscimenti
- La rivista ha ricevuto il Premio Lo Straniero 2010, con la seguente motivazione: «Agendo dai margini e in totale indipendenza, ha preceduto la stampa specializzata trattando per prima musiche non convenzionali o prive di distribuzione sul territorio nazionale, e ha contribuito in modo determinante alla formazione delle ultime generazioni di ascoltatori, musicisti e critici. In un periodo di massima confusione anche nella musica, ha mantenuto la volontà di proporre di volta in volta percorsi di sintesi che cercassero di collocare in un quadro coerente i movimenti, altrimenti isolati o frammentari, che attraversavano il corpo della musica underground».[7]
- Nel 2015 ha ricevuto il Premio speciale - Targa Mei Musicletter quale «miglior rivista cartacea» italiana di informazione musicale e culturale, assegnato nell'ambito del Meeting delle Etichette Indipendenti[2][3].